# Arriva
爱瑞发是一家总部设于英国桑德兰的跨国公共交通运营商。它在欧洲的12个国家运营公共巴士、长途巴士、铁路列车、有轨电车及水上巴士等业务，拥有超过47,500名雇员，每年为150亿人次的乘客提供服务。

## 历史

愛瑞發自1997－2017年使用的標誌（「a DB company」字樣於2010年添加）

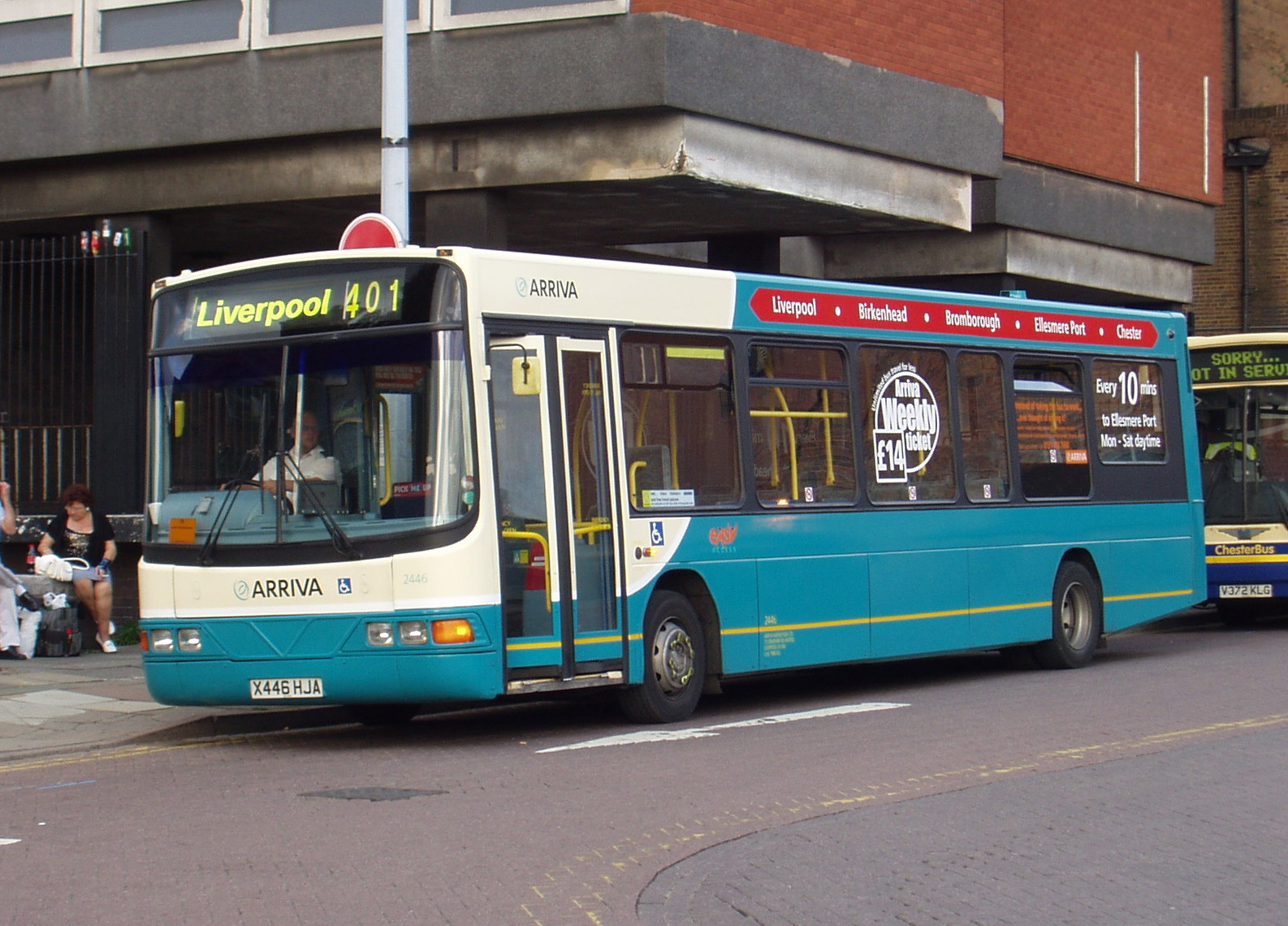
爱瑞发在英格兰西北部所运营的公共巴士

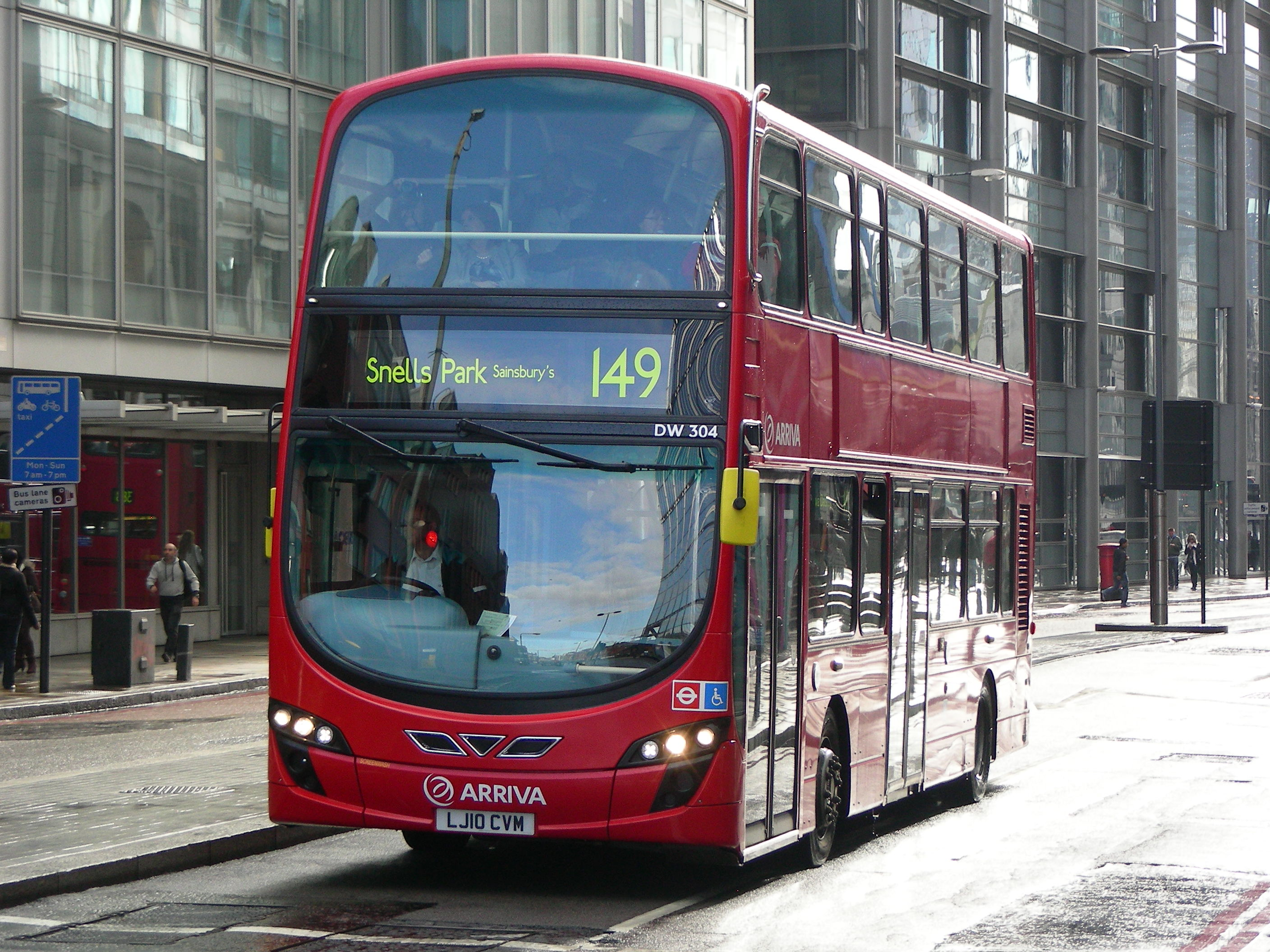
爱瑞发在伦敦所运营的公共巴士

该公司最初由TSK·考伊（TSK Cowie）于1938年在桑德兰创立，并命名为考伊有限公司（T Cowie Limited），从事二手电单车的经销业务。二战结束后，公司转由创始人的儿子汤姆·考伊（Tom Cowie）接管时，仍然是在销售电单车。1964年12月，考伊成为公开股份公司，并在1965年首次收购汽车经销商。
在1972年，考伊逐渐形成以合约式租赁为主的核心业务，并成为英国规模最大的合约式租赁商。1980年，考伊首次涉足公共交通业务，从乔治·埃维尔集团（George Ewer Group）处收购了伦敦巴士运营商灰绿巴士（Grey-Green）。1984年，考伊股份有限公司收购汉格集团（Hanger Group），并接管了其国际租赁及大型车辆租赁业务。此后，考伊还陆续收购了马利租赁（Marley Leasing）、罗伊斯科特汽车（RoyScott Drive）和林韦租赁（Ringway Leasing）等租赁公司。
1994年4月，当汤姆·考伊退休后，公司更名为考伊集团公开股份有限公司（Cowie Group plc）。作为伦敦巴士私有化服务的一部分，考伊集团在1994年1月和1995年9月分别收购了丽赛德巴士（Leaside Buses）和南伦敦运输公司（South London Transport）的经营单位
。1996年7月和8月，考伊集团又分别收购了联合汽车服务公司（United Automobile Services）和英国公交集团（British Bus Group），这两者都收购了一些私有化的巴士公司。此后未来几年内，考伊集团还在全英国范围内陆续收购巴士的运营权。
1997年11月，公司再度更名为爱瑞发公开股份有限公司（Arriva plc）。这一年它还收购了丹麦的乌尼巴士（Unibus），成为其在英国以外的第一笔投资。从此，爱瑞发迅速在欧洲扩张。1999年6月，爱瑞发将其车辆租赁业务出售至通用汽车公司。2000年2月，爱瑞发进入英国的铁路运输市场，其收购的MTL控股（MTL Holdings）当中就包括默西铁路电气（Merseyrail Electrics）和北方精神（Northern Spirit）两家铁路公司的特许经营权。2002年，爱瑞发又出售其汽车零售业务，并在2006年将租车业务转售至诺斯盖特（Northgate）
。
2010年初，两家国有铁路公司法国国家铁路和德国铁路开始考虑对爱瑞发作出收购建议。法国国家铁路的子公司凱奧雷斯（Keolis）与爱瑞发已进入有关合并讨论的程序中，但在2010年4月德国铁路突然提出以每股775便士（总金额约15亿英镑）的作价收购。该提案于2010年8月获得欧盟委员会的批准，收购前提是德国铁路需出售爱瑞发在德国境内的资产。收购程序自2010年8月27日起正式生效，爱瑞发公开股份有限公司于2010年8月31日被伦敦证券交易所摘牌。
2023年10月，德国铁路同意将Arriva出售给投资公司I Squared Capital。此次出售于2024年6月完成。

## 业务

### 捷克
2006年12月，爱瑞发进入捷克共和国的公共巴士市场，收购了在布拉格北部地区经营巴士服务的中央巴士运输公司（Transcentrum Bus s.r.o.）。2007年1月，又收购了运营于布拉格西南部地区的博萨克巴士公司（Bosák Bus s.r.o.），巩固了其在捷克公共巴士市场的地位。2007年11月，再收购于布拉格东北部地区经营巴士及长途巴士的奥斯纳多公司（OSNADO s.r.o.）。
目前，爱瑞发在捷克拥有有250辆巴士及约400名员工。

### 丹麦

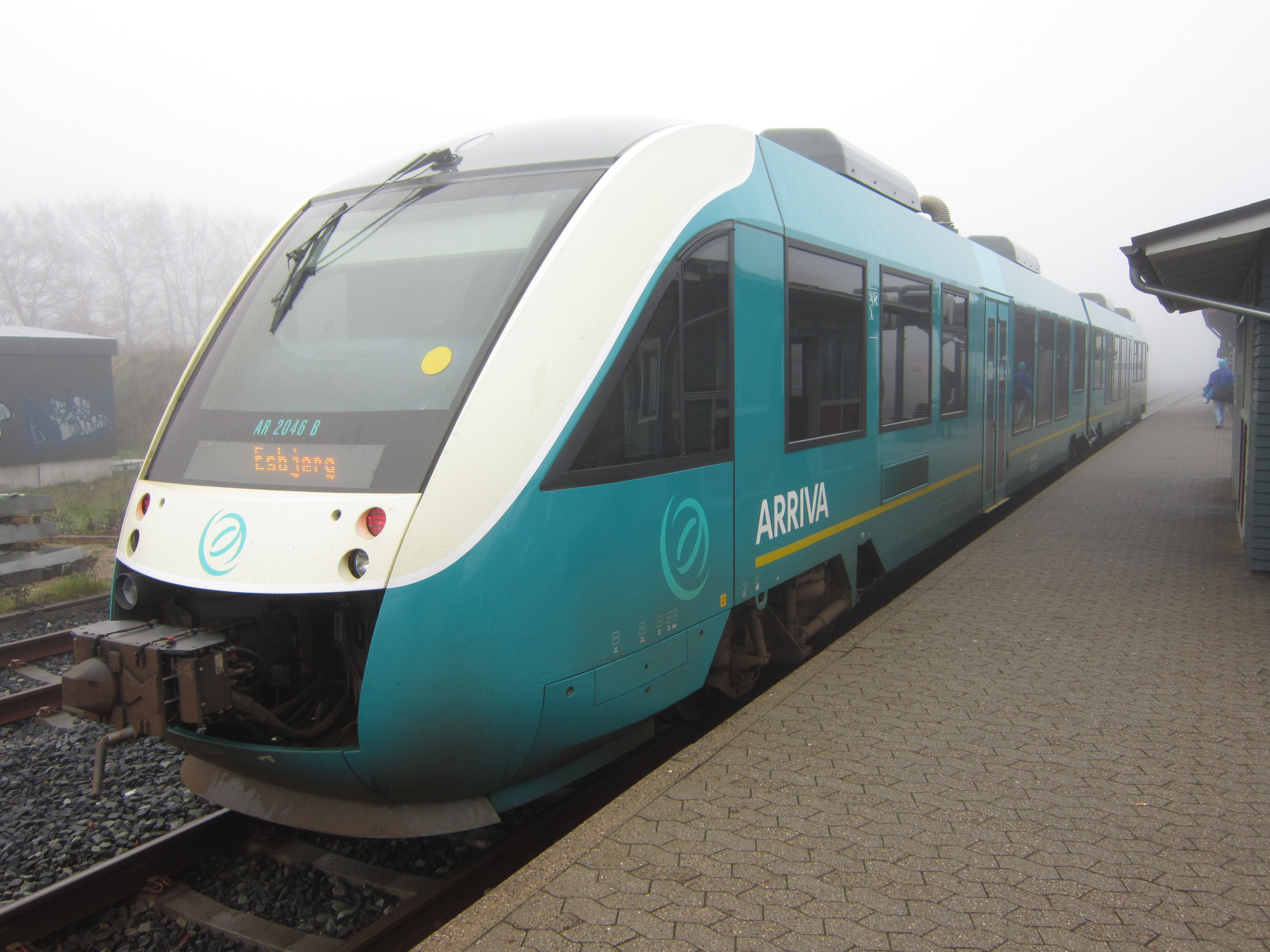
爱丽发在丹麦使用的LINT动车组

爱瑞发于1997年通过收购乌尼巴士而进入丹麦的公共巴士市场。为扩大其业务，爱瑞发又分别在1999年、2001年和2004年分别收购了丹麦巴士公司（Bus Danmark）、丹麦最大的公交运营商科姆巴士（Combus）以及在日德兰半岛和哥本哈根运营的乌尔夫（Wulff），从而以占40%的市场份额成为哥本哈根最大的公交运营商。2007年，爱瑞发再收购丹麦第二大公交运营商威立雅斯堪的纳维亚（Veolia Scandinavia），并于2009年开始在哥本哈根市中心运营一个独特的电动巴士系统。目前哥本哈根半数以上的巴士服务均由爱瑞发提供，这个比例与丹麦全境相仿。
丹麦的铁路服务在2000年向私营运营商开放后，爱瑞发于2003年取得客运铁路的专营权，成为首家取得专营权的私营企业，特许在日德兰半岛的中部及北部经营铁路客运服务，为期8年。2009年，爱瑞发保留了从2010年开始的下一个8年的专营权。爱瑞发占丹麦铁路网络约15%的市场份额，而客户满意度则已达到最高水准。
目前，爱瑞发在丹麦共有1,450辆巴士、44组列车、3艘水上巴士以及约4,300名员工。

### 匈牙利
爱瑞发收购了匈牙利规模最大的巴士运营商因特巴士投资集团（Interbus Invest）80%的股权，在匈牙利及斯洛伐克提供巴士服务。

### 意大利
2002年，爱瑞发通过收购SAB汽车服务公司（SAB Autoservizi）和SAF弗留利-威尼斯朱利亚汽车服务公司（SAF - Società Autoservizi Friuli-Venezia Giuliaand）而进入意大利市场，在意大利北部的伦巴第、利古里亚和弗留利-威尼斯朱利亚运营巴士服务，2004年又将运营面积扩大到乌迪内。2005年，爱瑞发开始在意大利北部都灵附近的皮埃蒙特和瓦莱达奥斯塔地区运营,其运行的公共巴士还提供商业或私人租用服务。2007年，爱瑞发与北米兰铁路公司（Ferrovie Nord Milano）签订合资协议，并以49%的持股比例完成对意大利巴士运营商SPT Linea的收购，然后改名为ASF Autolinee。2012年3月，爱瑞发表示有意收购托斯卡纳地区城市公交的龙头企业ATFA佛罗伦萨，并向该地区首府的委员会报价。但爱瑞发的出价最终不敌意大利国家铁路。

### 马耳他

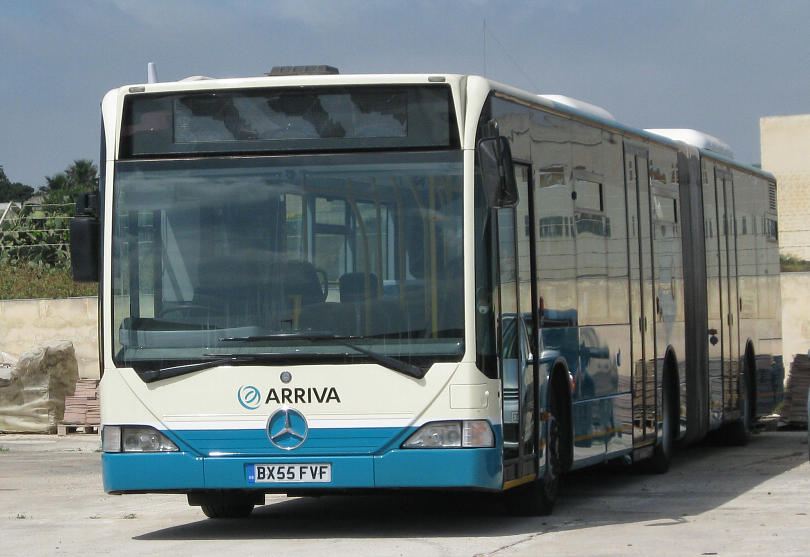
马耳他的爱瑞发公共巴士

爱瑞发与当地合作伙伴图马斯集团（Tumas Group）共同持有在马耳他岛和戈佐岛运营所有定期巴士服务的特许经营权，公共服务自2011年7月1日起开展，为期10年。爱瑞发的马耳他车队主要由200辆中国制造的大金龙客车所组成。在高密度的线路上还会使用少量原运营于爱瑞发伦敦公司的梅赛德斯-奔驰Citaro型铰接巴士。爱瑞发还订购一个由10辆Optare Solo型混合动力巴士组成的车队，将逐步投入服务。此外，运用于城市瓦塔莱的蓝鸟公共小巴也已交付使用。所有爱瑞发巴士均符合欧洲5号尾气排放标准。

### 荷兰

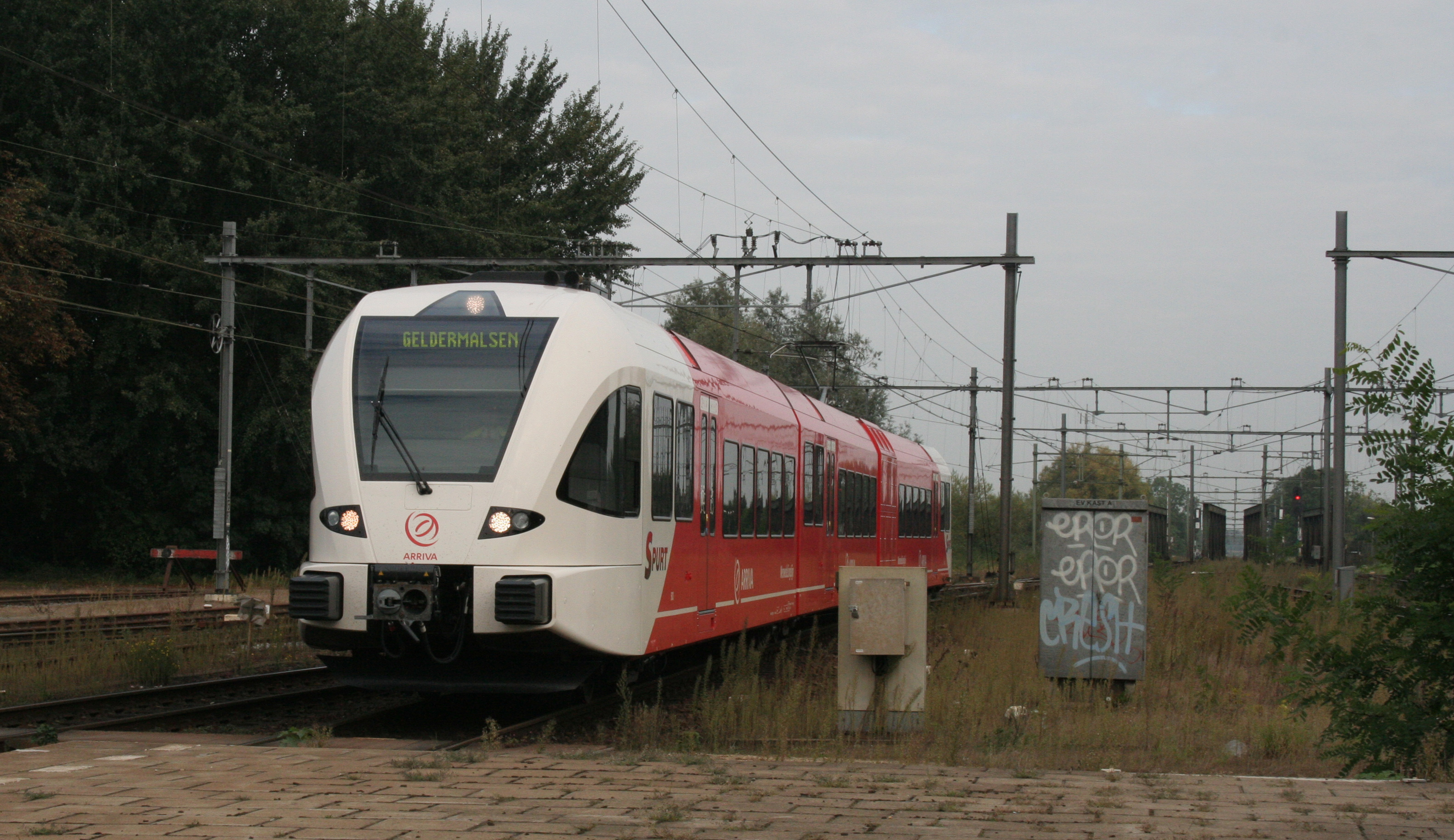
爱瑞发在荷兰使用的GTW2/8型柴联车

爱瑞发在1998年收购了荷兰范科姆公司（Vancom Nederland）和维恩-汉泽公司（Veonn & Hanze）后进入荷兰的公共巴士市场。2002年，它竟得了在海尔德兰省运营的标书，并于2003年进一步取得格罗宁根市、格罗宁根省和德伦特省的巴士运营权。2005年，爱瑞发在德伦特省和北荷兰省赢得了更多的合约，并在此后陆续将运营范围扩展至德雷西斯特登、亚布拉瑟瓦尔德、利费伦兰、迈尔日、东布拉班特和维夫赫伦兰登等地区。2009年，爱瑞发不再与德伦特省和格罗宁根省续签合同，但又在2010年获得了阿赫特霍伊克的运营权。
铁路方面，爱瑞发在1999年与荷兰铁路共同创立了合资公司，并于2003年完全获得该公司的运营权。2005年，它承包了由格罗宁根至吕伐登、代尔夫宰尔、鲁德斯胡尔和巴特纽维斯安斯的列车服务，同时也获得了由吕伐登至哈林根和斯塔福伦的列车运营合同。同年晚些时候，它又取得了由多德雷赫特至霍林赫姆和盖尔德玛尔森的列车运营权。2012年起，爱瑞发还开始运营在阿赫特霍伊克的列车服务。这些列车服务均以斯普尔特（Spurt）为商标的名义下运营。

### 波兰

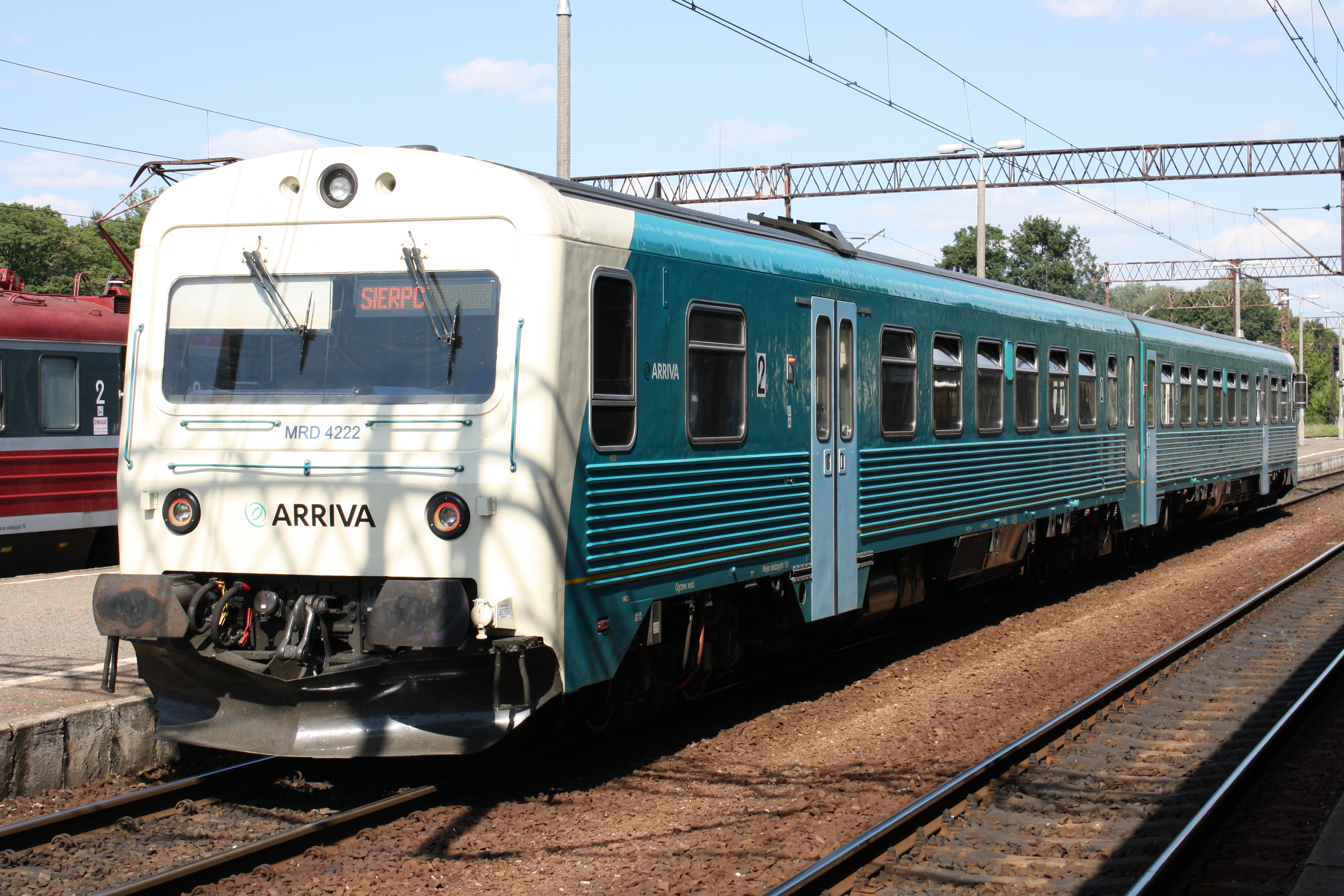
爱瑞发在波兰使用的MR型柴联车

2006年12月，爱瑞发与波兰PCC铁路（PCC Rail）共同组建了合资公司（Arriva PCC Sp. z o.o.）。2007年12月，波兰成为爱瑞发经营运输业务的第10个国家。公司赢得了在庫亞維-波美拉尼亞省的一些非电气化铁路中的铁路客运服务资格。

### 葡萄牙
2000年，爱瑞发进入葡萄牙的公共巴士市场，收购了当地若干交通公司后在葡萄牙西北部地区经营城际巴士服务。2002年，爱瑞发通过收购公共巴士和长途巴士运营商苏尔多特约交通公司（Transportes Sul do Tejo）而获得了里斯本南部约1600平方公里的通勤运营权，并在当地获得了学校和企业的运送合同。2006年，爱瑞发又获得了在里斯本周边地区从事巴士和铁路运营的龙头运输企业巴拉奎罗公司（Barraqueiro）21.5%的股权，并在2008年将持股比例再度增加10%。

### 西班牙
爱瑞发于1999年通过收购当地两家交通公司后进入西班牙加利西亚的公共巴士市场，其运营范围覆盖该地区4个省份中的3个：拉科鲁尼亚省、卢戈省和奥伦塞省，包括著名的天主教朝圣圣地圣地亚哥－德孔波斯特拉，它们目前正专注于与当地运输管理机构合作，发展在拉科鲁尼亚和费罗尔的运营权。2002年爱瑞发开始在马略卡岛经营巴士服务，其旗下的Autocares Mallorca和Bus Nord运营范围覆盖该岛的北部与西部地区，连接首府帕爾馬至索列尔、因卡和阿尔库迪亚等市镇。2007年，爱瑞发收购了马德里的两家巴士运营商埃斯费拉（Esfera）和埃斯科巴（Autocares Fray Escoba），提供校车和私人租赁巴士服务。2008年，爱瑞发又收购了马德里的另一家巴士运营商布拉斯（Empresa de Blas y Cia），提供由马德里至西南部郊区之间的线路运营。

### 瑞典
1997年，爱瑞发在收购了丹麦的乌尼巴士后，也开始了在瑞典南部斯科訥地区的巴士运营。爱瑞发还在斯德哥尔摩省的部分市镇，例如锡格蒂纳市镇、乌普兰斯韦斯比市镇和埃克勒市镇等经营巴士线路。而从2012年中期起，它也将投入斯德哥尔摩市镇部分行政区的运营。自2010年起，爱瑞发同样也在哈蘭地区运营，这是从瑞典巴士（Swebus）部分接管的线路。
2007年9月，爱瑞发还获得了在瑞典南部斯科訥地区的帕加塔区域铁路（Pågatåg）的专营权，为期9年。

### 英国
公共巴士及长途巴士

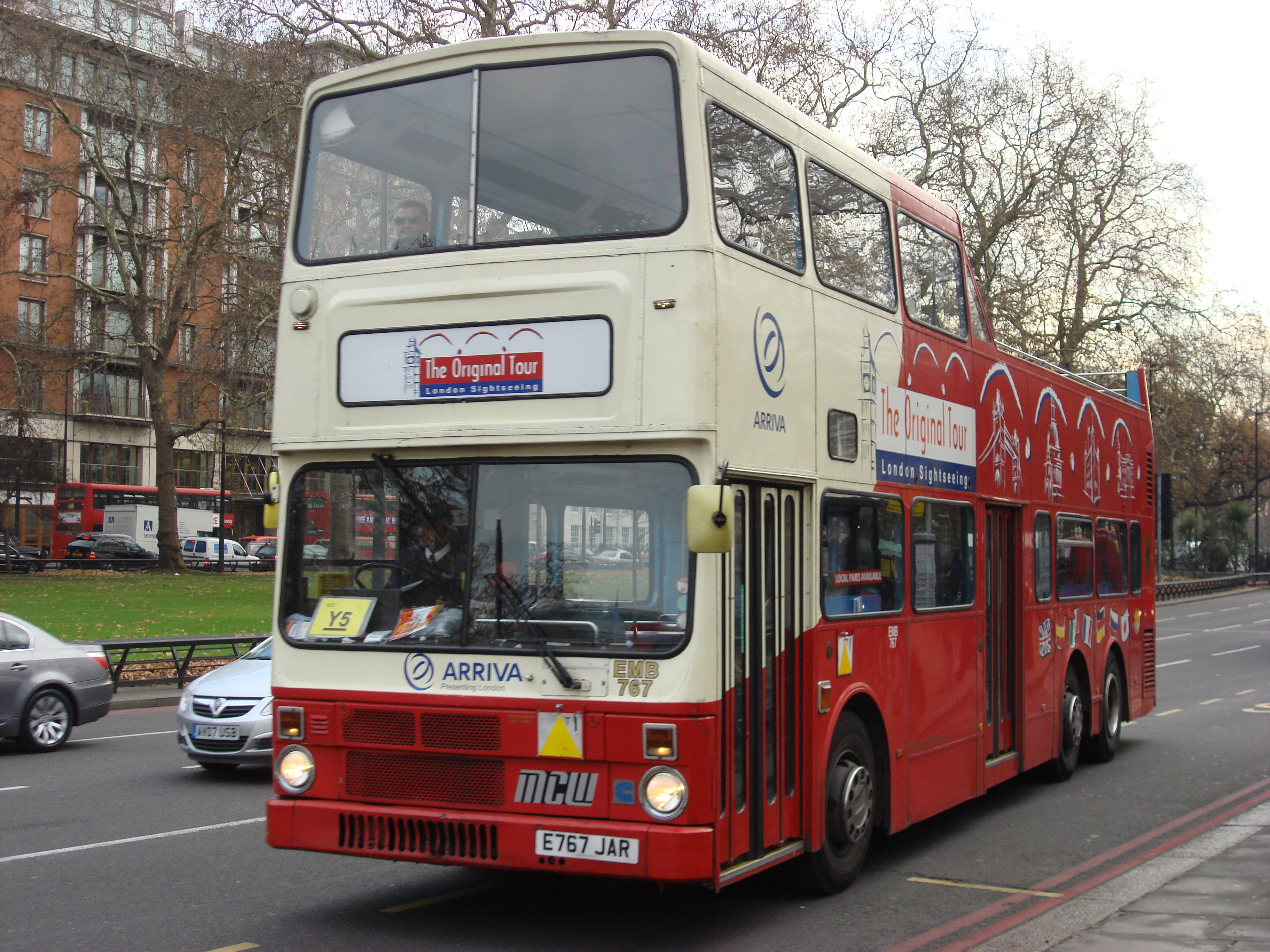
原始之旅运营的MCW巴士

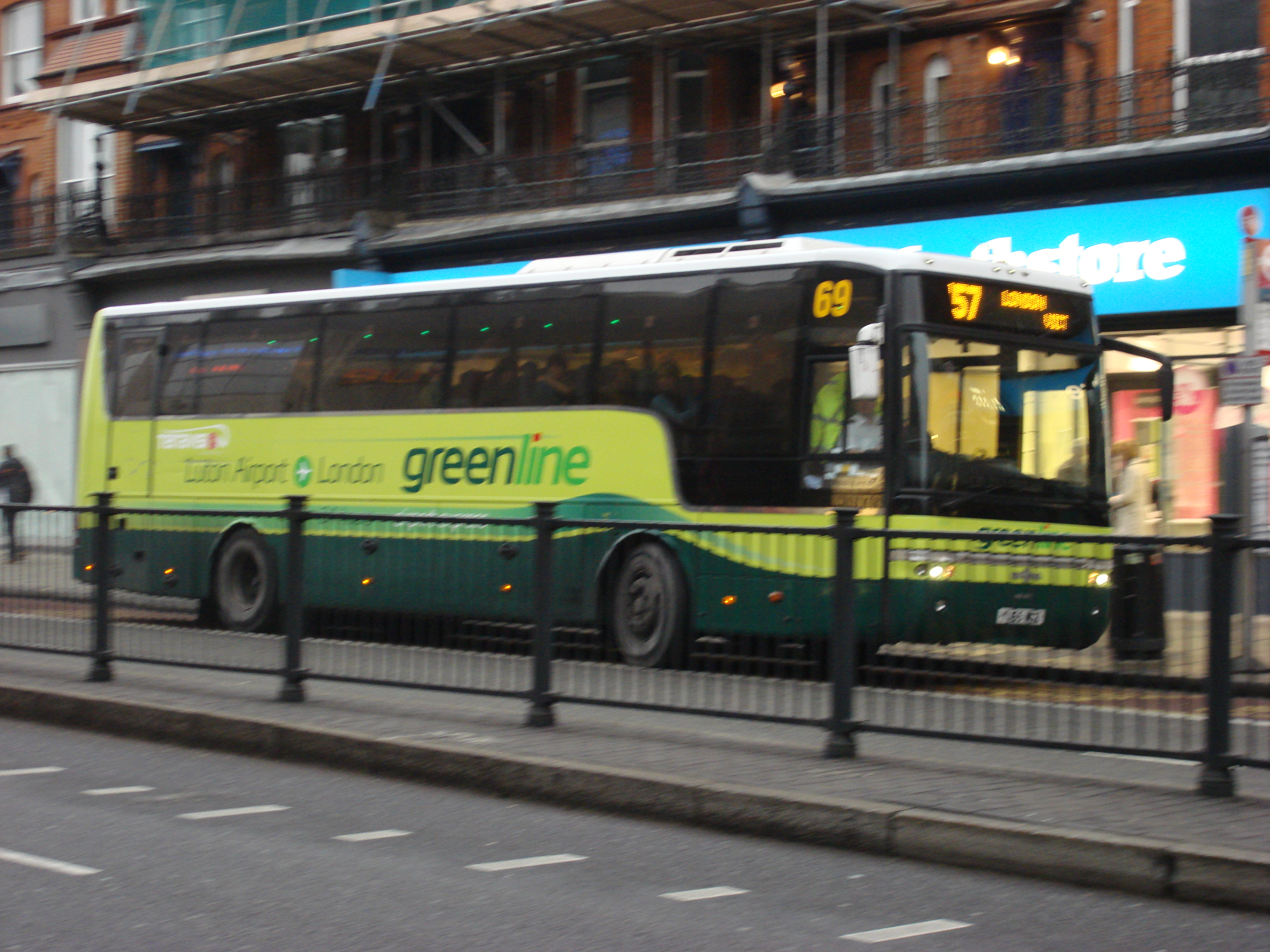
绿色线运营的快速通勤巴士

爱瑞发在英国的巴士网络源于其分别在1980年收购的灰绿巴士公司和在1996年收购的英国巴士集团。它包含有以下运营单位：
- 爱瑞发巴士威尔士（Arriva Buses Wales）：主营区域为威尔士。
- 爱瑞发伦敦（Arriva London）：主营区域为大伦敦。
- 爱瑞发中部（Arriva Midlands）：主营区域为英格兰中部地区。
- 爱瑞发东北（Arriva North East）：主营区域为达勒姆郡、北约克郡、泰恩赛德和蒂斯河谷。
- 爱瑞发西北（Arriva North West）：主营区域为默西賽德郡、柴郡、大曼彻斯特和兰开夏郡。
- 爱瑞发郡&埃塞克斯（Arriva Shires & Essex）：主营区域为大伦敦、埃塞克斯郡、赫特福德郡、贝德福德郡、白金汉郡和伯克郡。
- 爱瑞发南部（Arriva Southern Counties）：主营区域为伦敦、薩里郡、西薩塞克斯郡、東薩塞克斯郡和肯特郡。
- 爱瑞发约克郡（Arriva Yorkshire）：主营区域为西约克郡、南约克郡、东约克郡以及北约克郡南部。
- 中央巴士（Centrebus Holdings）：主营区域为西约克郡、南约克郡、北约克郡及德比郡。
- 绿色线（Green Line）：在伦敦及伦敦周围各郡（Home counties）之间经营快速通勤巴士。
- 特灵思-戈登·米勒（Tellings-Golden Miller）：主营业务包括古典巴士、航班延误服务、科尔切斯特路网、哈洛路网及斯坦斯特德路网的巴士服务。
- 原始之旅（The Original Tour）：在伦敦经营市内观光巴士。

爱瑞发的巴士车票可以在其巴士上、售票处或在线购买。
铁路

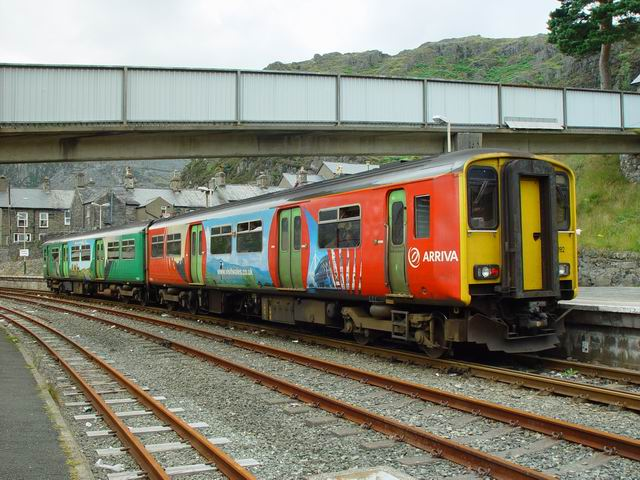
爱瑞发在威尔士运营的150型柴联车

英国铁路自1996年进行私有化改革以来，爱瑞发便通过其附属子公司爱瑞发英国列车（Arriva UK Trains）经营多条专营铁路，它于2000年2月获得其首个特许经营权。目前由爱瑞发英国列车运营的铁路包括：
- 英國縱貫鐵路（CrossCountry）：在英格兰的郡际之间经营长途列车线路。其专营权有效期从2007年11月11日至2027年10月15日[37][38]。
- 愛瑞發列車維修（Arriva Train Care）（前身：伦敦及西北铁路（London and North Western Railway）），在布里斯托尔、剑桥、克鲁、伊斯特利和纽卡斯尔设有列车维修站[39]。
- 2010年被德国铁路收购后，爱瑞发英国列车也扩展接管了原德国区域运输英国分部的线路，包括
  - 在奇尔特恩主线（Chiltern Main Line）上运营的奇尔特恩铁路（Chiltern Railways）。专营权有效期至2027年12月。
  - 倫敦地上鐵，与香港铁路公司合资经营，并持有50%股权，专营权有效期至2014年4月。其後2015年7月參與投標新的專營權並於2016年得標[40]，專營權有效期由2016年3月至2024年5月，其後專營權延長至2026年5月[41]。
  - 在东海岸主线（East Coast Main Line）上运营的大中央铁路（Grand Central Railways），专营权有效期至2026年12月[42]。

爱瑞发在2011/2012年竞标西海岸城际列车（InterCity West Coast）、大安格利亚（Greater Anglia）、埃塞克斯泰晤士河畔（Essex Thameside）和泰晤士连接（Thameslink）等铁路的专营权均遭到英国运输部的否决。经营失败后爱瑞发公开批评政府的资格审查程序，并要求拟废除。无论如何，爱瑞发已入围参与竞投大西北铁路（Great Western）新的专营权。

## 先前业务

### 德国

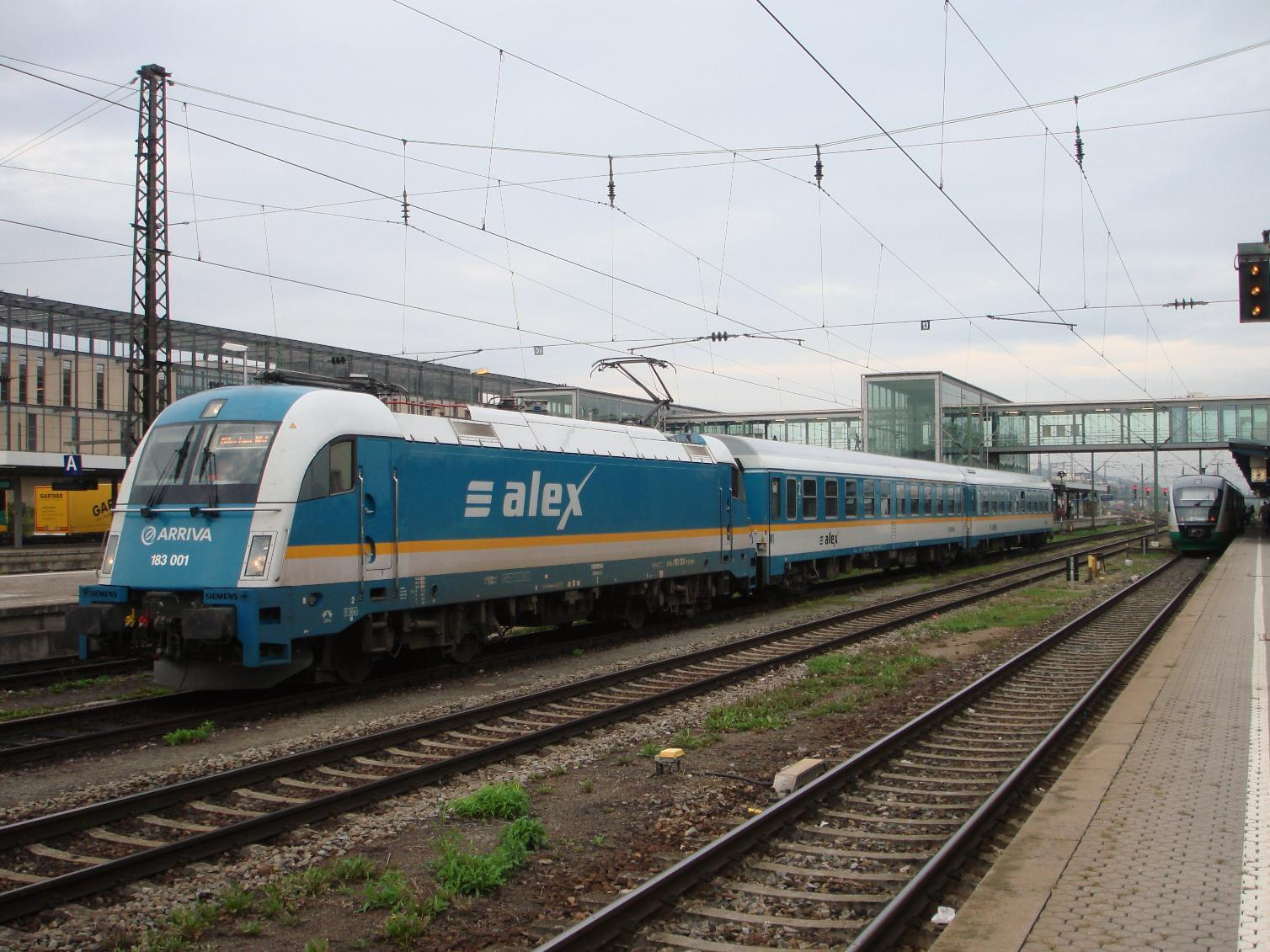
爱瑞发曾在德国运营爱列克斯列车

作为德国铁路收购爱瑞发的一部分，爱瑞发在德国境内的铁路运营业务被出售至意大利国家铁路，以满足欧盟委员会的要求。这些业务目前以内蒂内拉（Netinera）的品牌运营。

### 英国
巴士
- 爱瑞发苏格兰西部（Arriva Scotland West）：于2012年3月出售至麦克基尔巴士公司（McGill's Bus Services）[46][47]。

铁路
- 爱瑞发铁路默西塞德（Arriva Trains Merseyside）：2000年2月至2003年3月在默西赛德郡运营城市轨道服务。
- 爱瑞发铁路北部（Arriva Trains Northern）：2000年2于至2004年12月在英格兰北部运营地方铁路服务。
- 雷克瑟姆及什罗普（Wrexham & Shropshire）：合资企业，提供由雷克瑟姆至伦敦之间的列车服务，于2011年1月终止。
- 爱瑞发铁路威尔士（Arriva Trains Wales）：运营威尔士境内大部分的铁路。其威尔士及边际专营权有效期从2003年12月7日至2018年10月13日，由威尔士当局每五年进行1次审查[48]。
- 泰恩-威爾地鐵，专营权有效期至2017年4月。